# Gießen-Maler

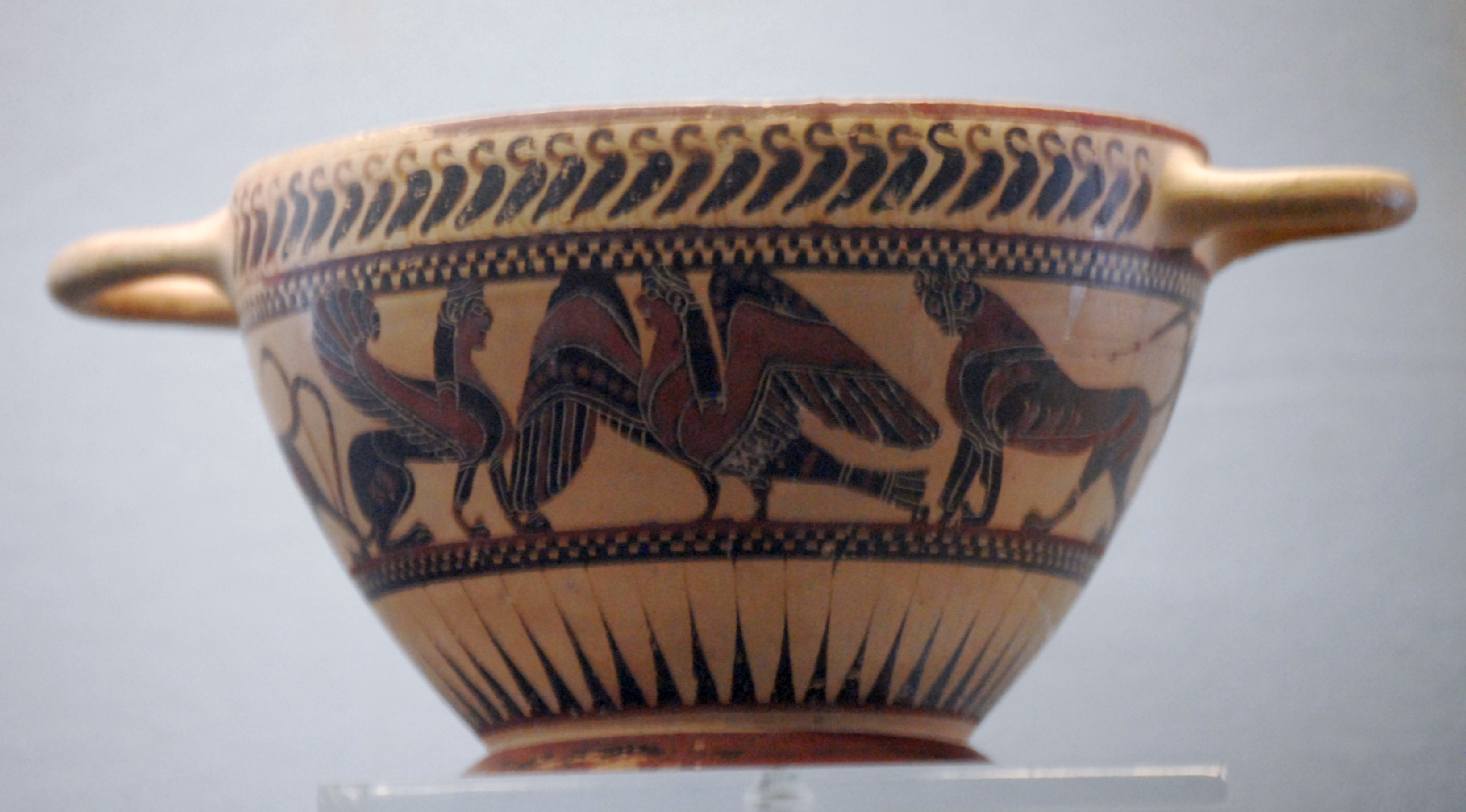
Namenvase des Gießen-Malers.

Gießen-Maler ist der Notname eines mittelkorinthisch-schwarzfigurigen Vasenmalers, der etwa von 600 bis nach 575 v. Chr. tätig war.
Benannt ist der Gießen-Maler nach seiner Namenvase in der Archäologischen Sammlung der Universität Gießen (ausgestellt im Wallenfels’schen Haus des Oberhessischen Museums in Gießen), einem Skyphos, auf dem in der Mitte Schwäne und außen eine Sirene, eine Sphinx und ein Panther zu sehen sind. Der zweite ihm zugeschriebene Skyphos befindet sich im British Museum in London. Auf ihm sind in der Mitte Vögel zu sehen, außen werden eine Sirene, ein Greif, ein Panther, ein Löwe und ein Schwan dargestellt. 
Sein Stil gilt als anspruchsvoll und wird mit dem des Malers von Korinth MP 6 verglichen, wenngleich er als origineller angesehen wird. Charakteristisch für den Gießen-Maler ist die Meidung von Symmetrie in seinen Bildern.